# De Velde
De Velde is een buurtschap in de gemeente Zwartewaterland, in de Nederlandse provincie Overijssel.
De Velde is gelegen tussen Hasselt en Zwartsluis en valt formeel onder Zwartsluis. Het behoorde ook tot 2001 tot de gemeente Zwartsluis voordat deze opging in de gemeente Zwartewaterland. De betekenis naam van de buurtschap is waarschijnlijk ten woeste land, in 1877 komt de plaats ook voor als Ten Velde en Velde.
Hoofdplaats: Hasselt      Stad: Genemuiden

Dorpen: Kamperzeedijk-Oost · Kamperzeedijk-West · Zwartsluis     
Buurtschappen: Afsched · Baarlo · Cellemuiden · De Velde · Genne · Genne-Overwaters · Holten · Kievitsnest · Mastenbroek (deels) · Nieuwe Wetering · Roebolligehoek · Streukel · Zwartewatersklooster

Voormalige gemeenten: Genemuiden · Hasselt · Zwartsluis

Overijssel · Steden en dorpen in Overijssel      Nederland · Provincies · Gemeenten